# Steve Von Till
Stephen Francis Von Till Jr. (San Francisco, 30 settembre 1969) è un cantante e chitarrista statunitense della band californiana dei Neurosis.

## Biografia
Originario della Bay Area e residente a San Jose, è figlio di Stephen Von Till, un importante avvocato civilista di contenziosi internazionali di origini tedesche, e di Elisabeth Von Till, docente universitaria di comunicazione alla San José State University; la sorella, Katherine, è nota per essere stata la doppiatrice della quarta riedizione del film d'animazione della Walt Disney, Biancaneve.
Dopo gli studi liceali, parallelamente alla musica segue le orme del padre, intraprendendo studi giuridici ma finisce a lavorare come insegnante in una scuola elementare. Nel 1989, per puro caso, incontra Scott Kelly che lo recluta per sostituire Chad Salter: da allora il gruppo, con il suo ingresso, cambierà per sempre stile passando da un suono più punk rock ad uno più metal e sperimentale.
Autore anche di lavori solisti quali "As the Crow Flies" e "If i Should Fall to the Field", dischi sicuramente meno violenti rispetto a quelli realizzati con la sua band. Ha collaborato alla colonna sonora del film H2Odio di Alex Infascelli. Partecipa ad altri due progetti paralleli: Culper Ring (Insieme a Kris Force degli Amber Asylum) e Harvestman, di cui è il solo componente ed esecutore e nel quale suona una mistura di folk acustico e ambient.

## Discografia

### Solista
- 2000 - As the Crow Flies
- 2002 - If i Should Fall to the Field
- 2008 - A Grave is a Grim Horse
- 2015 - A Life unto Itself

### Con i Culper Ring
- 2003 - 355

### Con Harvestman
- 2005 - Lashing The Rye

### Con i Neurosis

#### Album in studio
- 1988 - Pain of Mind
- 1990 - The Word as Law
- 1992 - Souls at Zero
- 1993 - Enemy of the Sun
- 1996 - Through Silver in Blood
- 1999 - Times of Grace
- 2001 - A Sun That Never Sets
- 2003 - Neurosis & Jarboe
- 2004 - The Eye of Every Storm
- 2007 - Given To The Rising
- 2012 - Honor Found in Decay
- 2016 - Fires Within Fires

#### EP
- 1989 - Aberration
- 1996 - Locust Star
- 2000 - Sovereign

#### Live
- 2002 - Live In Lyon
- 2003 - Live in Stockholm

#### DVD/Video
- 2002 - A Sun That Never Sets [DVD]